# 冰花男孩
冰花男孩（2010年—），本名王福满，是中華人民共和國云南省昭通市鲁甸县新街镇一名赤貧留守儿童，因头顶冰霜上学的照片而知名。
2018年1月8日時，就讀转山包小学三年級的冰花男孩，学校離他的住處遠達4.5公里，而且沒有接送的交通，他的父母都在外地工作，平时獨自走路一个多小时上学，當日在攝氏零下9度的嚴寒氣溫下，他头顶冰霜上学被他的老師拍下，其照片和视频在網絡曝光并广泛传播。时任云南省省长阮成发说：“看到‘冰花男孩’的报道，我很震惊。作为省长，我觉得有责任。”此事引发中国社会对留守儿童、贫困儿童、城乡差距、偏远地区贫困现状的关注，及相对於中国1980年代後高速经济成长的巨大反差。
事后有不少人提出资助要求，但王福满的父亲王刚奎希望孩子不要因此学会不劳而获，而是好好读书，靠努力改变命运。并表示“关注的热度总会过去，我怕到时候有落差反而会影响孩子”。
後來，冰花男孩獲邀搭乘飛機前往北京三天，作為「圓夢之旅」，公眾也對冰花男孩捐款50萬人民幣。但产生捐款流向的争议，中国大陆官方也被批评只想利用贫困留守儿童来作秀，不知羞耻地消费底层人民苦难，
一年后的2019年1月，王福满一家搬到了距离鲁甸转山包小学步行10分钟的二层新家内。在鲁甸转山包，包括王福满在内的多数家庭都搬离了土基房，住进了平房，孩子们手上的冻疮也比从前缓解不少。在学校的受教育情况越来越好。
冰花男孩是6000多万乡村留守儿童的一员。华南理工大学的一个学者表示，国家对于贫困地区有专项扶贫资金，但是昭通深度贫困地区贫困人口多，自我造血能力弱，这一资金显得捉襟见肘。他还表示，当地的扶贫资金，应考虑向学校、医院等单位倾斜，并培养创新能力，早日变输血为造血，避免“越扶越穷”。人民日报的社论认为，帮助留守儿童“时不我待”。并表示解决留守儿童问题需要加大公共服务建设和投入力度，夯实乡村振兴的制度基础；也需要就地解决问题、持续加大脱贫攻坚力度、统筹城乡发展。又有评论认为，对于一些常年留守在家的孩子来说，物质条件提升了是一个好的开始，但亲情仍待增温。

## 参看
- 中華人民共和國貧困問題
- 中华人民共和国义务教育
- 留守儿童